# Codificación quincena (astronomía)
La Quincena es una subdivisión del calendario usada en astronomía. Cada mes es separado en dos partes:
- Los días del 1 al 15.
- Los días desde el 16 hasta final de mes

Los nuevos cuerpos menores del sistema solar (asteroides, cometas,..) se les da sistemáticamente una designación que contiene codificada en una letra la quincena de su descubrimiento. Por ejemplo, un objeto descubierto en la segunda quincena de enero debería identificarse con la letra B; si el cuerpo es descubierto en la primera quincena de febrero, entonces se usará la letra C. La letra I no se usa para prevenir confusiones con el número 1. 
| Letra | Fecha         |
| ----- | ------------- |
| A     | enero 1–15    |
| B     | enero 16–31   |
| C     | febrero 1–15  |
| D     | febrero 16–29 |
| E     | marzo 1–15    |
| F     | marzo 16–31   |
| G     | abril 1–15    |
| H     | abril 16–30   |

| Letra | Fecha        |
| ----- | ------------ |
| J     | mayo 1–15    |
| K     | mayo 16–31   |
| L     | junio 1–15   |
| M     | junio 16–30  |
| N     | julio 1–15   |
| O     | julio 16–31  |
| P     | agosto 1–15  |
| Q     | agosto 16–31 |

| Letra | Fecha            |
| ----- | ---------------- |
| R     | septiembre 1–15  |
| S     | septiembre 16–30 |
| T     | octubre 1–15     |
| U     | octubre 16–31    |
| V     | noviembre 1–15   |
| W     | noviembre 16–30  |
| X     | diciembre 1–15   |
| Y     | diciembre 16–31  |